# تنگ چوک
تنگ چوک، روستایی از توابع بخش رستم شهرستان ممسنی در استان فارس ایران است.

## جمعیت
این روستا در دهستان پشتکوه رستم قرار دارد و براساس سرشماری مرکز آمار ایران در سال ۱۳۸۵، جمعیت آن ۱۴۵ نفر (۳۱خانوار) بوده‌است.
ولی به تعداد جمعیت این روستا طی سالهای 90 تا 94 کاسته شده و بیشتر به شهرها روی آورده اند.
شغل مردم این روستا کشاورزی و دامداری هست.
این روستا یک شهید هم دارد به نام شهید فرهاد(فریدون) دشتیان که ما یاد ایشون رو گرامی می داریم، انشاألله که با سیدشهدا و یاران ایشون محشور بشن...